# No. 5 Elbe
No. 5 Elbe — двощоглова шхуна, колишній лоцманський катер, один з найстаріших, досі діючих, дерев'яних вітрильників Німеччини. У червні 2019 року затонула на річці Ельба після зіткнення з контейнеровозом «Astrosprinter».

## Історія
Двощоглова шхуна збудована 1883 року на верфі «H. C. Stülcken Sohn» у Гамбурзі. Впродовж 30-ти років судно використовувалося як лоцман у гирлі річки Ельба. У 1924 році судно перейшло у приватну власність та перейменовано на «Wander Bird» («Мандрівний птах»). Воно 13 разів перетинало Атлантику. У 1937 році судно обігнуло мис Горн та дійшло до Сан-Франциско. Далі вітрильник використовувався для мандрівок по Тихому океані.
У 2002 році корабель викупив Гамбурзький морський фонд. Судно перегнали з Сієтла до Гамбурга. Воно використовувалося для одноденних екскурсій по Ельбі або багатоденних круїзів по Північному і Балтійському морях. У 2018 році судно стало на 8-місячний капітальний ремонт у данському місті Хвіде Санде. Вартість ремонту склала 1,5 мільйона євро. 29 травня 2019 року «No. 5 Elbe» повернувся до Гамбурга.
8 червня 2019 року No. 5 Elbe шхуна зіткнулася з кіпрським контейнеровозом «Astrosprinter». В результаті аварії постраждало п'ятеро осіб, у одного з них серйозні травми. Всього на борту парусного судна перебувало 43 людини. 17 червня іспанським рятувальникам вдалося підняти судно з дна. 21 червня шхуну відбуксирували у Вевельсфлет на ремонт.